# Marta Bartel
Marta Bartel (z domu Przeździecka, ur. 20 maja 1988 w Zambrowie) – polska szachistka, arcymistrzyni od 2009 roku.

## Kariera szachowa

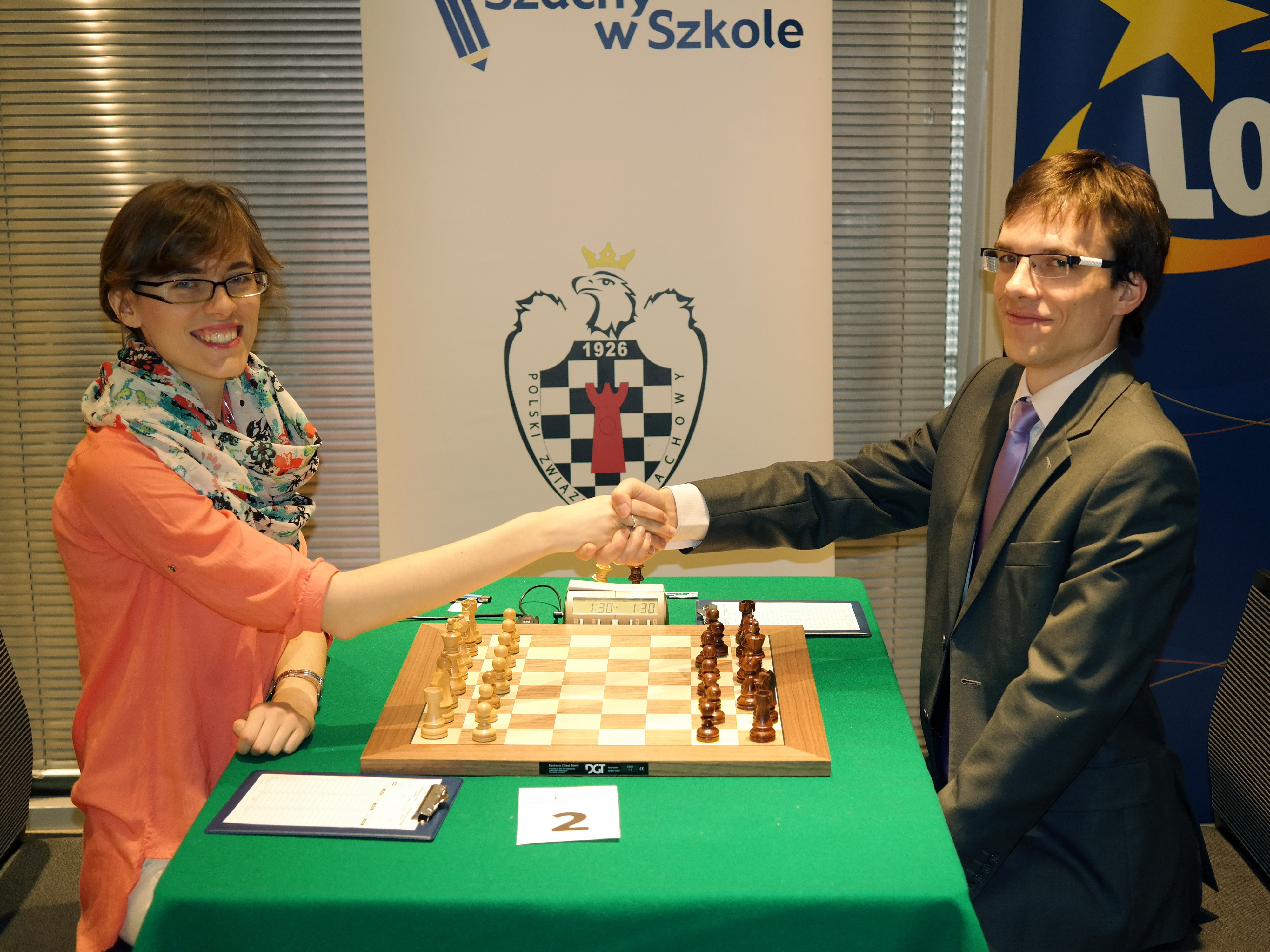
Wraz z mężem Mateuszem,
Warszawa 2014

Od roku 2000 wielokrotnie uczestniczyła w finałowych turniejach o mistrzostwo Polski juniorek w różnych kategoriach wiekowych. Pierwszy medalowy sukces odniosła w roku 2004, zdobywając w Łebie srebrny medal wśród juniorek do lat 16. W tym samym roku wystąpiła na mistrzostwach Europy juniorek do lat 16, zajmując V miejsce. W roku 2005 zdobyła brązowy medal w rozegranych w Środzie Wielkopolskiej mistrzostwach Polski juniorek do lat 20. W tym również roku wystąpiła po raz pierwszy w finale mistrzostw Polski kobiet w Suwałkach. Rok 2006 był zdecydowanie najlepszy w jej dotychczasowej karierze. Najpierw sprawiła dużą niespodziankę, dzieląc I-II miejsce w rozegranych w Trzebini mistrzostwach Polski kobiet (w dogrywce o złoty medal uległa Jolancie Zawadzkiej). Następnie zajęła IV miejsce w mistrzostwach Polski do lat 20, ponownie rozegranych w Środzie Wielkopolskiej. Kolejnym sukcesem zakończył się występ w mistrzostwach Europy kobiet, które odbyły się w Kuşadası. W turnieju tym zajęła XVI miejsce (wśród 96 uczestniczek) i okazała się najlepszą polską zawodniczką. W 2012 r. zdobyła w Guimarães srebrny medal mistrzostw świata studentów (w klasyfikacji drużynowej). W 2014 r. zdobyła w Katowicach brązowy medal Akademickich Mistrzostw Polski.
Wielokrotnie reprezentowała Polskę w rozgrywkach drużynowych, m.in.:
- trzykrotnie na olimpiadach szachowych (w latach 2006, 2008, 2014); medalistka: indywidualnie – srebrna (2014 – na IV szachownicy)[3],
- dwukrotnie na drużynowych mistrzostwach świata (w latach 2007, 2015); medalistka: indywidualnie – złota (2007 – na V szachownicy)[4],
- dwukrotnie na drużynowych mistrzostwach Europy (w latach 2007, 2013); medalistka: wspólnie z drużyną – srebrna (2007)[5].

Najwyższy ranking w dotychczasowej karierze osiągnęła 1 września 2014 r., z wynikiem 2379 punktów zajmowała wówczas 80. miejsce na światowej liście FIDE, jednocześnie zajmując 5. miejsce wśród polskich szachistek.

## Życie prywatne
Bliźniaczka Marty Bartel, Ewa Rudnicka, jest również znaną szachistką (posiada tytuł mistrzyni FIDE).
W 2013 r. wyszła za mąż za czołowego polskiego szachistę, arcymistrza Mateusza Bartla.